# Parc arqueològic de San Agustín
El Parc arqueològic de San Agustín és un dels més importants espais arqueològics de Colòmbia, situat al sud del Departament del Huila i va ser declarat el 1995 per la UNESCO com a Patrimoni de la Humanitat. És la necròpolis americana de major extensió.